# Christophe Bodard
Pour les articles homonymes, voir Bodard.
Christophe Bodard, dit Bod, né le 27 février 1963 à Montargis (Loiret), est un caricaturiste et dessinateur de presse français.

## Biographie
Documentaliste au collège lycée Saint Joseph à Machecoul, il vit à Saint-Jean-de-la-Ruelle (Loiret).

## Supports
Planète Foot, Vendredi Hebdo, La Galipote, Westdeutsche Allgemeine Zeitung, MSN Sports, L'Est républicain, L'Éclaireur du Gâtinais, La République du Centre...

## Expositions
Saint-Just-le-Martel, Samer, Castelnaudary, Corbeil-Essonnes, Tourtrol...

## Publications
- L'almanach de la caricature et du dessin de presse 2010, éditions Pat à Pan
- L'almanach de la caricature et du dessin de presse 2011, éditions Pat à Pan

## Distinctions
- Prix du public à l'Expo Artis de Saint-Jean-de-la-Ruelle (2005)
- Prix de la presse ariégeoise à Tourtrol (2006)
- Prix des peintres ariégeois à Tourtrol (2007)
- Prix du public à Castelnaudary au Festival de la caricature et du dessin de presse (2007)